# Hydrometridae
Famille
Les Hydrometridae sont une famille d'insectes hémiptères du sous-ordre des hétéroptères (punaises). Comme les Gerridae (avec lesquels il ne faut pas les confondre), ils peuvent se déplacer à la surface des eaux calmes.

## Description
Les Hydrometridae sont des punaises semi-aquatiques tout en longueur, très fines. Elles ont des antennes visibles, à 4 articles. Leur scutellum n'est pas visible par en dessus, car il est recouvert par le pronotum. La tête est distinctement prolongée en avant et en arrière des yeux. La partie postérieure aux yeux est toujours supérieure au diamètre d'un œil. Des buccules recouvrent la base du rostre. Les ailes antérieures, dont le développement est variable, ont trois cellules fermées. Les tarses sont au nombre de 3, et les griffes sont placées avant l'apex, sauf chez les Limnobatodinae. Elles mesurent entre 2.5 et 22 mm de long,. 

## Biologie
Le nom des hydromètres, formé de hydro-, « eau  »en grec, et -mètre, « mesure », signifie donc « mesureur d'eau », et renvoie à leur manière de se mouvoir lentement à la surace ou au bord de l'eau.  
On les rencontre le plus souvent sur le bord des étangs, des ruisseaux marécageux, des fossés, sur les tapis de végétation flottante ou émergente des étangs et des marais. Ils rôdent à la surface ou au bord de l'eau à la recherche d'invertébrés blessés, nouvellement émergés ou morts. 

## Classification
La famille Hydrometridae a été divisée en trois sous-familles:
Selon ITIS (2 avril 2022) :
- sous-famille Heterocleptinae Villiers, 1948, 5 espèces
- sous-famille Hydrometrinae Billberg, 1820, env. 130 espèces, dont 120 dans le genre Hydrometra
- sous-famille Limnobatodinae Esaki, 1927, 1 espèce

### Liste des sous-familles et des genres
Selon BioLib (2 avril 2022) :
- sous-famille Heterocleptinae Villiers, 1948
  - genre Heterocleptes Villiers, 1948
  - genre Veliometra Andersen, 1977
  - deux genres fossiles:  †Alavametra Sánchez-García & Nel, 2016, †Carinametra Andersen & Grimaldi, 2001
- sous-famille Hydrometrinae Billberg, 1820
  - genre Bacillometra Esaki, 1927
  - genre Cephalometra D. Polhemus & Ferreira, 2018
  - genre Chaetometra Hungerford, 1950
  - genre Dolichocephalometra Hungerford, 1939
  - genre Hydrometra Latreille, 1796
  - genre Spelaeometra D. Polhemus & Ferreira, 2018
  - 9 genres fossiles: †Burmametra Huang, Garrouste, Azar, Engel & Nel, 2015,  †Christometra Pêgas, Leal & Damgaard, 2017, †Cretaceometra Nel & Popov, 2000, †Eocenometra Andersen, 1982, †Incertametra Perez Goodwyn, 2002, †Limnacis Germar & Berendt, 1856, †Metrocephala Popov, 1996, †Palaeometra Andersen, 1998, †Protobacillometra Nel & Paicheler, 1993
- sous-famille Limnobatodinae Esaki, 1927
  - genre Limnobatodes Hussey, 1925

### Espèces présentes en Europe
Seules deux espèces sont présentes en Europe: 
- Hydrometra stagnorum
- Hydrometra gracilenta

## Galerie

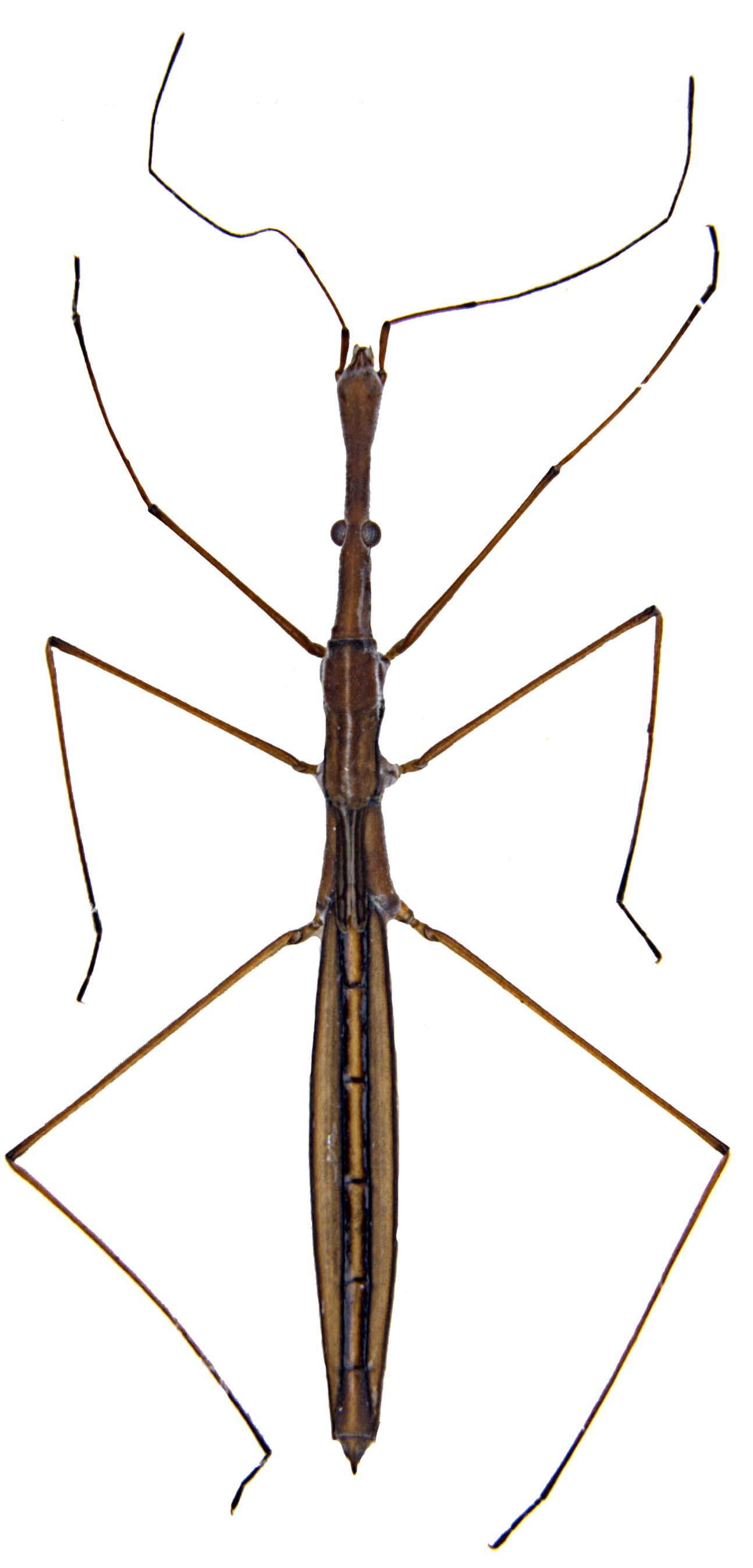
Hydrometra gracilenta, Zoologische Staatssammlung Münich
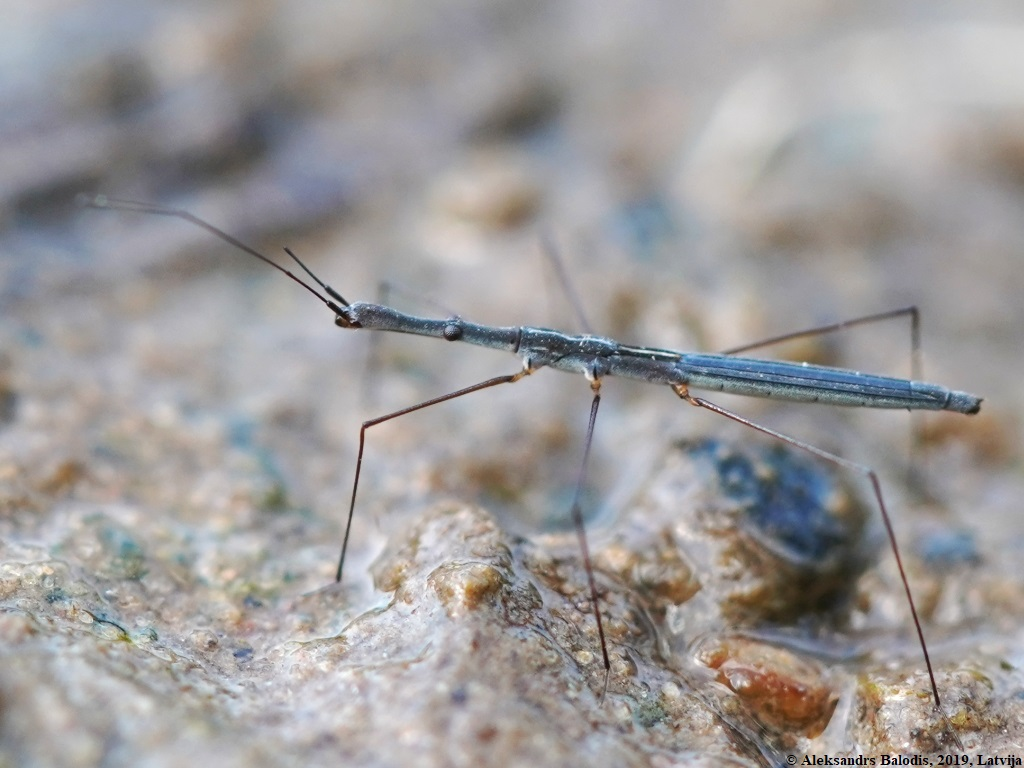
Hydrometra gracilenta, Lettonie
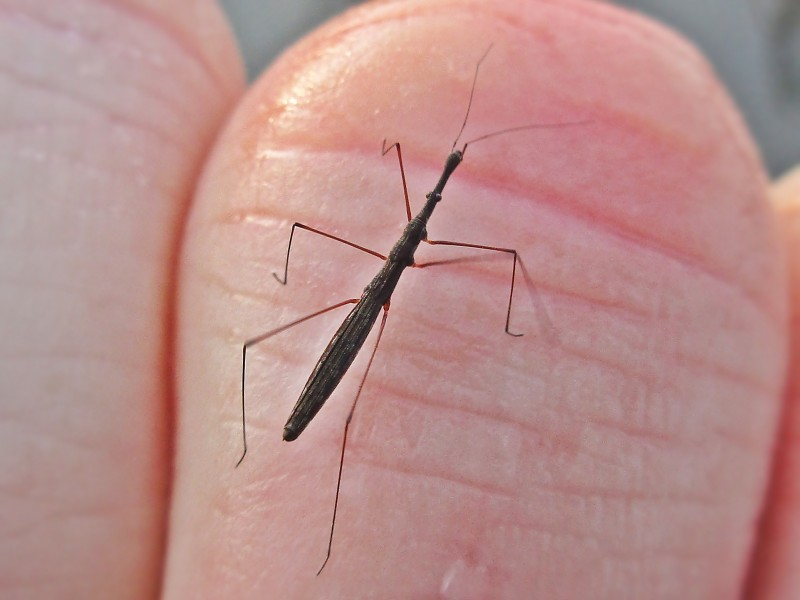
Hydrometra stagnorum sur une phalange, indiquant sa taille
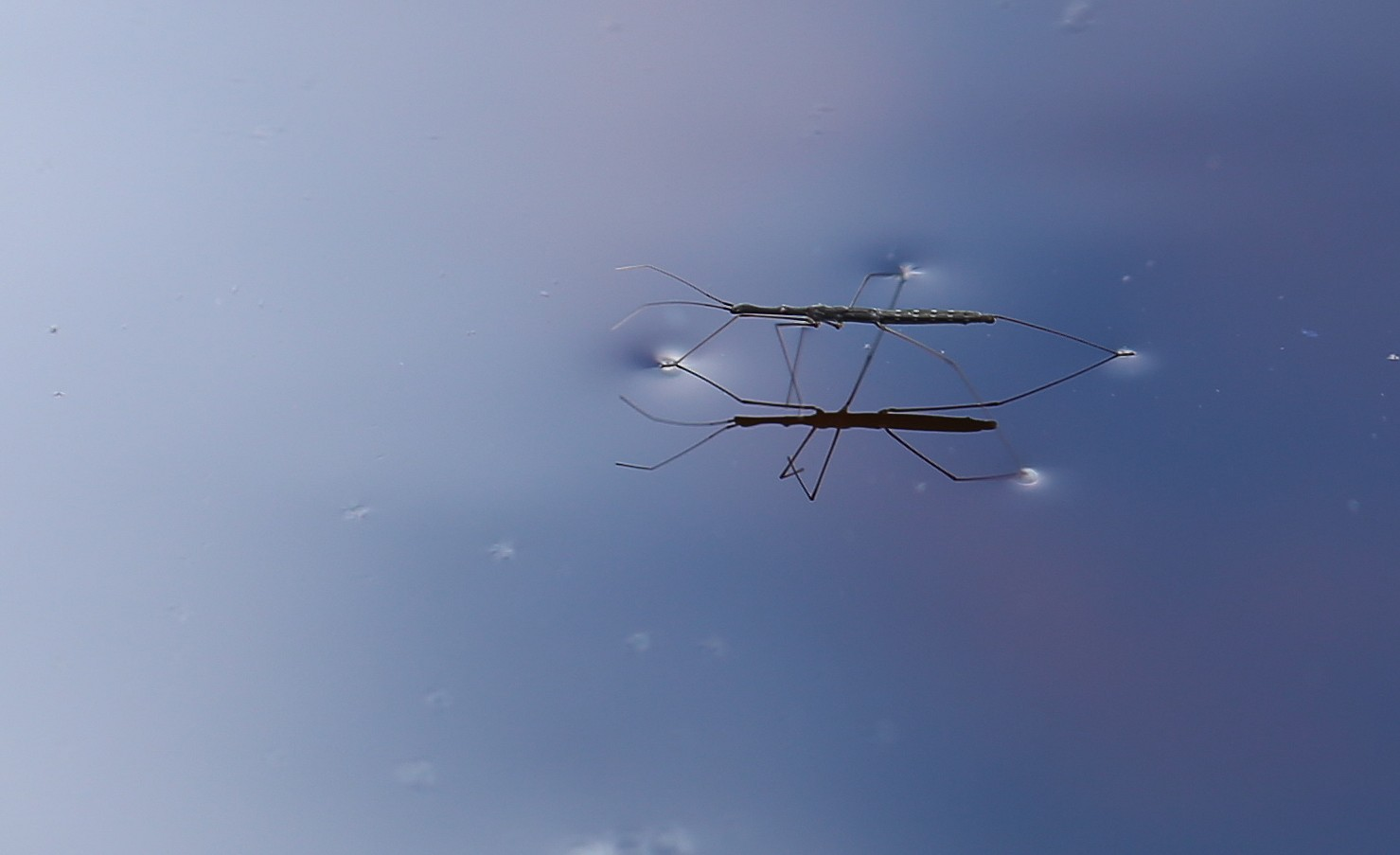
Hydrometra stagnorum marchant sur l'eau
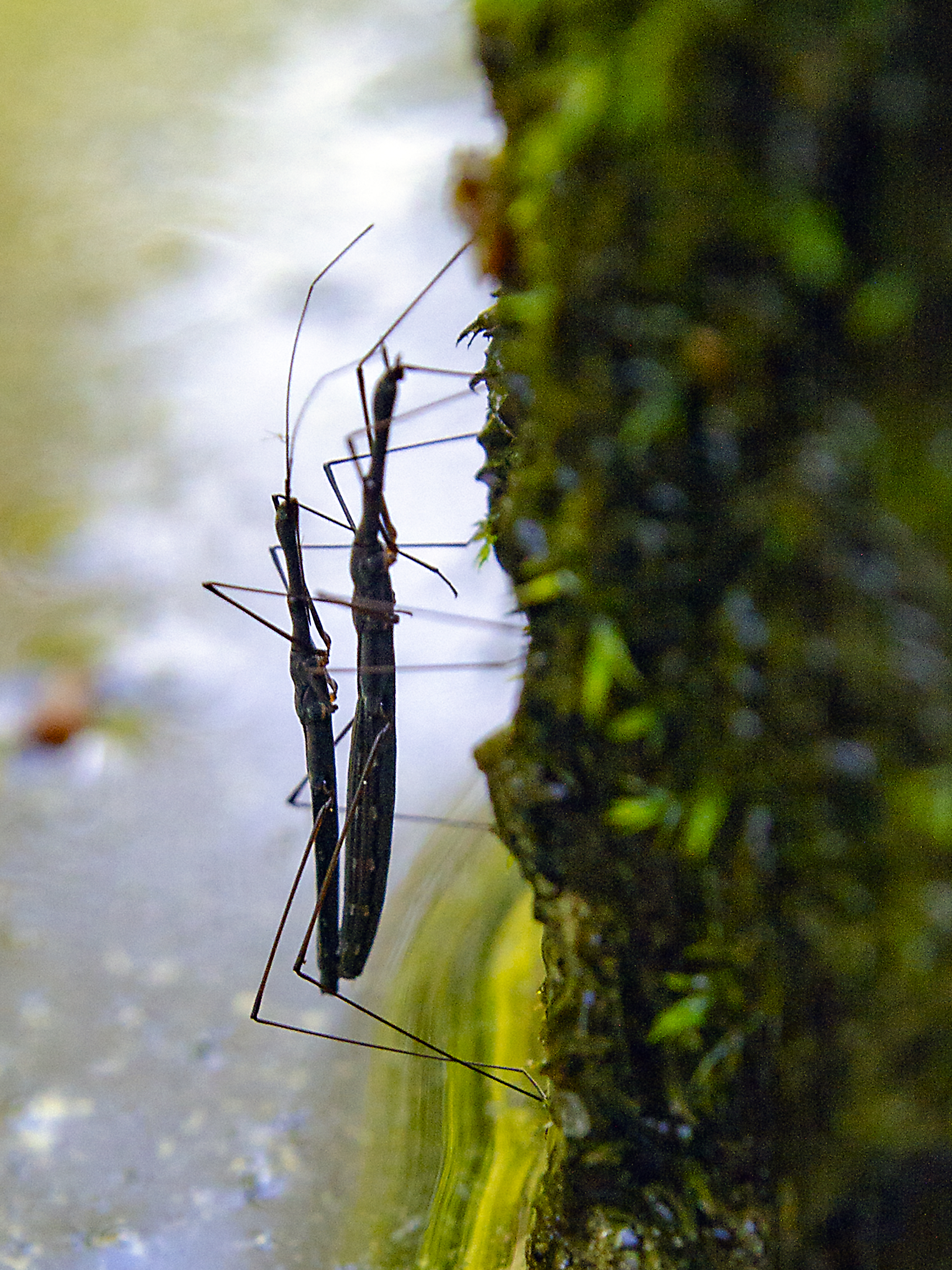
Hydrometra stagnorum, accouplement